# Maresa
Maresa ist ein weiblicher Vorname.

## Herkunft des Namens
Der Name ist eine Zusammensetzung aus Maria und Theresa.

## Verbreitung
Der Name Maresa ist in Deutschland sehr selten. Zwischen 2010 und 2021 wurde der Name nur etwa 400 Mal vergeben.

## Varianten
- Afrikaans: Marésa
- Österreichisch: Maresi

## Namenstag
Der Namenstag wird nach Maria Teresia Ledóchowska am 6. Juli gefeiert.

## Bekannte Namensträgerinnen
- Maresa Hörbiger (* 1945), österreichische Schauspielerin
- Maresa Sedlmeir (* 1995), deutsche Synchronsprecherin